# 이마트 알뜰폰
이마트 알뜰폰은 이마트가 SKT와 LG U+의 이동통신망을 활용한 대한민국의 가상 이동 통신망 브랜드였다.

## 연혁
- 2013년 10월 17일: SKT망 요금제 출시
- 2015년 1월 1일: LG U+망 요금제 출시
- 2018년 4월 1일: 회원 모집 중단
- 2021년 4월 1일: 영업 종료

## 특징
- 3G, LTE등의 데이터 무제한 요금제는 제공하지 않는다.